# Tre choralvorspil
Tre choralforspil is een verzameling werkjes van Niels Gade voor orgel solo. Gade schreef ze toen hij zelf organist was in de Garnisons Kirche te Kopenhagen. Het zijn drie preludes (vorspil) voor koralen. Twee van de drie stukken geven een datum in 1852, één is ongedateerd. De stukken kunnen ook los gespeeld worden
De drie werkjes zijn in willekeurige volgorde:
- Hvo ikkun lader Herren råde (eerste versie met een tijdsduur van 2:15)
- Af højheden oprunden er (3:28)
- Hvo ikkun lader Herren råde (tweede versie, ongedateerd, gebaseerd op de muziek van Johann Sebastian Bach, 2:01)

Van de orgelwerken van Gade zijn diverse opnamen, voornamelijk op Deense platenlabels.